# 小行星42924
小行星42924（42924 Betlem）是一颗绕太阳运转的小行星，为主小行星带小行星。该小行星于1999年10月2日发现。
該小行星以荷蘭業餘天文學家漢斯·貝特萊姆（Hans Betlem）命名。

## 轨道参数
小行星42924的轨道半长轴为2.3557424 UA，离心率为0.221。